# Olympische Sommerspiele 1912/Schießen – Laufender Hirsch 100 m Einzelschuss (Männer)
Der Schießwettkampf über 100 m Einzelschuss Laufender Hirsch bei den Olympischen Spielen 1912 in Stockholm wurde vom 29. Juni bis 1. Juli auf der Stora Skuggans skjutbanor ausgetragen.

## Ergebnisse
| Rang | Athlet                   | Nation             | Punkte | Stechen |
| ---- | ------------------------ | ------------------ | ------ | ------- |
| 1    | Alfred Swahn             | Schweden           | 41     | 20      |
| 2    | Åke Lundeberg            | Schweden           | 41     | 17      |
| 3    | Nestori Toivonen         | Finnland           | 41     | 11      |
| 4    | Karl Larsson             | Schweden           | 39     |         |
| 4    | Oscar Swahn              | Schweden           | 39     |         |
| 4    | Anders Lindskog          | Schweden           | 39     |         |
| 7    | Heinrich Elbogen         | Österreich         | 38     |         |
| 8    | Adolph Cederström        | Schweden           | 37     |         |
| 8    | William Leushner         | Vereinigte Staaten | 37     |         |
| 10   | Adolf Michel             | Österreich         | 36     |         |
| 11   | Johan Ekman              | Schweden           | 34     |         |
| 11   | Erik Sökjer-Petersén     | Schweden           | 34     |         |
| 13   | Erland Koch              | Deutsches Reich    | 33     |         |
| 14   | Ernst Rosenqvist         | Finnland           | 32     |         |
| 15   | Gustaf Lyman             | Schweden           | 31     |         |
| 15   | Wassili Skrozki          | Russland           | 31     |         |
| 15   | Peter Paternelli         | Österreich         | 31     |         |
| 15   | Axel Fredrik Londen      | Finnland           | 31     |         |
| 15   | Nikolaos Levidis         | Griechenland       | 31     |         |
| 20   | Harry Blaus              | Russland           | 29     |         |
| 21   | Huvi Tuiskunen           | Finnland           | 28     |         |
| 21   | Iivar Väänänen           | Finnland           | 28     |         |
| 21   | Albert Preuß             | Deutsches Reich    | 28     |         |
| 24   | Horst Goeldel-Bronikowen | Deutsches Reich    | 27     |         |
| 24   | Emil Lindewald           | Schweden           | 27     |         |
| 26   | Per-Olof Arvidsson       | Schweden           | 26     |         |
| 26   | Karl Reilin              | Finnland           | 26     |         |
| 26   | Edward Benedicks         | Schweden           | 26     |         |
| 29   | Walter Winans            | Vereinigte Staaten | 24     |         |
| 29   | Ioannis Theofilakis      | Griechenland       | 24     |         |
| 31   | Dmitri Barkow            | Russland           | 23     |         |
| 31   | Eberhard Steinböck       | Österreich         | 23     |         |
| 33   | Alexander Dobrschanski   | Russland           | 22     |         |
| 34   | Pavel Lieth              | Russland           | 10     |         |